# Casa consistorial de Éibar
La casa consistorial de Éibar en Guipúzcoa, País Vasco (España), puede considerarse pionera en la construcción con hormigón en esa provincia. Fue proyectada por el arquitecto Ramón Cortázar e inaugurada el 14 de septiembre de 1901. Fue declarado Bien de Interés Cultural el 17 de julio de 1984.

## Características
El edificio se construyó en parte sobre el río Ego para lo que tuvo que dar permiso el ministerio de Fomento. Las obras comenzaron en marzo de 1899 después de obtener el permiso de Fomento ese mismo año. El 22 de mayo se realizó la ceremonia de la colocación de la primera piedra que presidió el entonces alcalde Antonio Iturrioz. 
Se ubica en la Plaza de Unzaga, plaza principal de la ciudad de Éibar, completamente exenta y asentada en uno de sus lados. La edificación se complementa con la plaza que preside, creando un foco de reunión y expansión para la ciudadanía.
Tiene una longitud de 43,80 metros, una anchura de 33,30 m y una altura de 15 metros. En sus origen era una construcción en forma de "U" que dejaba abierta la parte trasera de la misma; está se cubrió en 1961 y en 1975 se cubrió el patio interior que se había formado. 
La fachada principal se eleva sobre unos soportales y acaba en un frontón con reloj bajo el cual está el balcón principal con un gran escudo de Éibar. Los huecos de ventanas y balcones están distribuidos siguiendo una composición repetitiva y simétrica en relación con los ejes arcos de medio punto. La parte central está ocupada por el balcón principal que se abre entre sendos pares de columnas corintias que soportan el frontón en el que se ubica el reloj. Sobre las puertas de acceso al balcón se ha colocado el gran escudo de la ciudad. En el interior llama la atención la escalera señorial. 
El edificio está realizado en mampostería con adornos en piedra artificial. El maderamen es de madera de pino, el pedimento de madera y la cubierta de teja. La estructura en la planta baja está realizada en hormigón armado utilizando el sistema Hennebique, siendo este edificio pionero en su utilización en la provincia de Guipúzcoa.
En el proyecto original las utilidades asignadas a las instalaciones fueron las siguientes: en la planta baja se ubicaron escuelas públicas, las instalaciones de la policía municipal y la oficina de obras. La primera planta era la planta noble a la que se accede por una amplia y lujosa escalera presidida por una vidriera con el escudo de Éibar; la última planta estaba ocupada por viviendas para funcionarios (maestros, conserje, secretario...). Los usos y distribuciones han ido variando con el tiempo.

## Historia
En  1870 el  mal estado de la Casa Consistorial, denominada Konzejokua era fuente de multitud de quejas de los eibarreses; esto hizo que el entonces alcalde, Félix Guisasola, comenzara a plantear la necesidad de construir un nuevo edificio. 
En 1899 se define un proyecto en el que las nuevas instalaciones doblarían el tamaño del anterior ayuntamiento. Se hizo cargo del proyecto al donostiarra Ramón Cortazar, que diseñó un edificio de tres plantas con un basamento en sillería y un amplio pórtico en su fachada principal, abierta a la plaza. Era un edificio que aunaba los rasgos clásicos de las casas consistoriales vascas (con arcadas) con una cierta monumentalidad de palacio italiano con rasgos  renacentistas que llegaron a ser tildados, en aquel entonces, de barrocos.

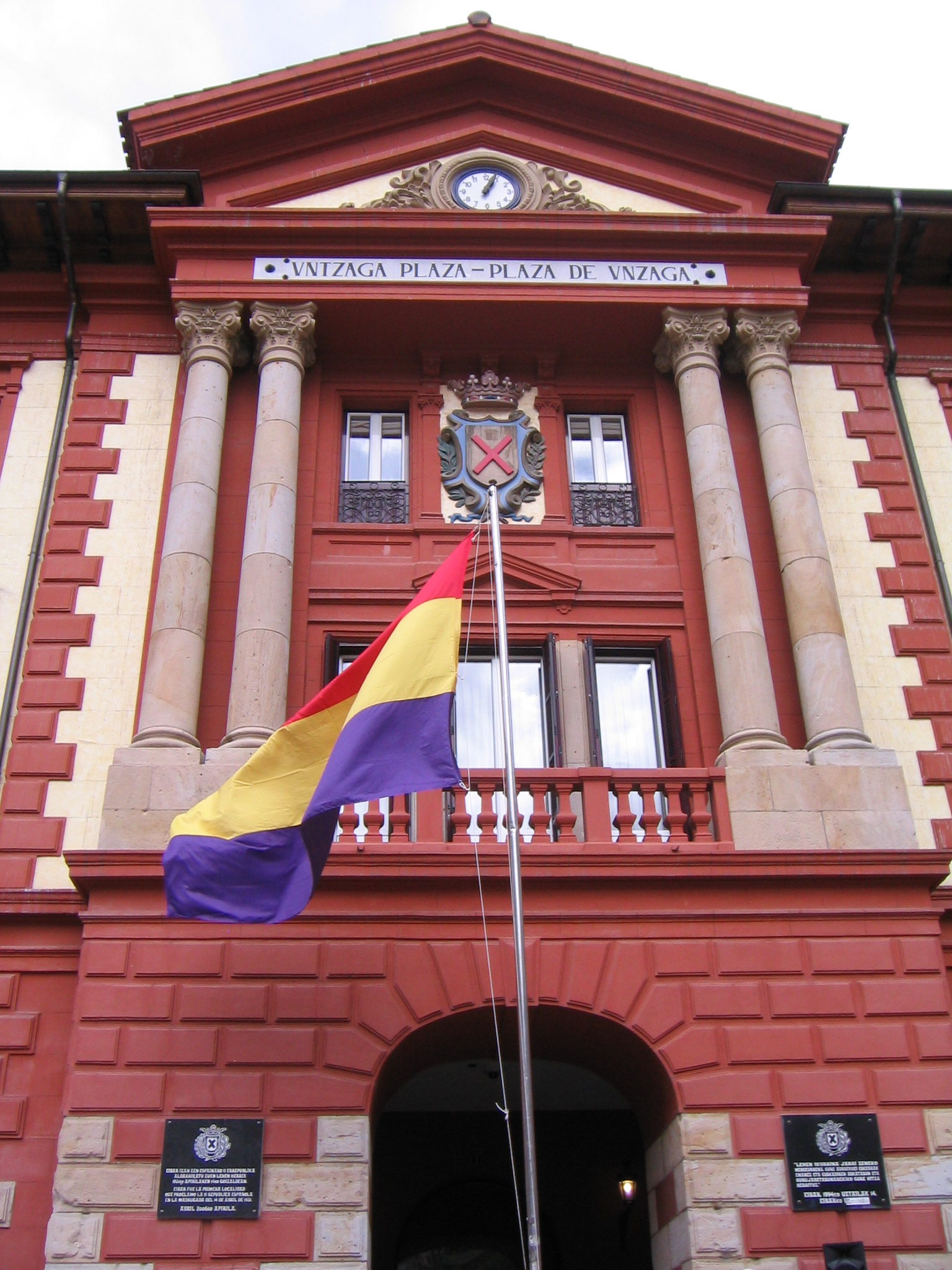
Bandera republicana española izada en el 77 aniversario de la proclamación de la República en Éibar.

Las dimensiones del nuevo edificio obligaban, además de a ocupar el terreno de la antigua casa consistorial, a derribar el edificio denominado "Casa Real" en el que se ubicaban diferentes servicios de la administración del estado y a cubrir el río Ego.
La primera piedra se colocó el 22 de mayo de 1899 bajo el mandato de Antonio Iturriozy. Las nuevas instalaciones fueron inauguradas el 14 de septiembre de 1901. En 1961 se construye un nuevo edificio en la parte trasera que cierra la "U" original y conforma un patio interior que sería cubierto y acondicionado como sala de exposiciones en 1975.
El 14 de abril de 1931 fue el primer Ayuntamiento donde se izó la bandera de la República, en torno a las 6 de la mañana. En los bloques de arenisca que conforman los arcos de la fachada principal se pueden apreciar los impactos de la metralla de los bombardeos realizados sobre la ciudad en el otoño invierno de 1936-1937 cuando el frente norte se detuvo justo en los límites de la misma.
El año 2001 fue totalmente renovado, se realizó un vaciado interior manteniendo las fachadas y elementos relevantes. Se restauraron las fachadas enfoscadas y pintadas dando tratamiento a la arenisca que conforma la base de sillería, se demolieron y reconstruyeron con los materiales y diseños originales la escalera principal y salón de plenos. También los suelos de mármol y baldosa así como los estucados de paredes y techos ornamentados y policromados. Después de unas largas obras (se dilataron debido a problemas con la constructora) se reinauguró en el año 2003.